# Alnus mairei
Alnus mairei là một loài thực vật có hoa trong họ Betulaceae. Loài này được H.Lév. mô tả khoa học đầu tiên năm 1914.